# Bill Ritter
August William ”Bill” Ritter, Jr., född 6 september 1956 i Denver, Colorado, USA, är en amerikansk demokratisk politiker. Han efterträdde Bill Owens som guvernör i delstaten Colorado den 9 januari 2007. Den 11 januari 2011 efterträddes han av John Hickenlooper.
Han avlade sin grundexamen vid Colorado State University och juristexamen vid University of Colorado School of Law i Boulder. Han var i Zambia 1987–1989 som missionär för Romersk-katolska kyrkan tillsammans med hustrun Jeannie Ritter. 1993 blev han distriktsåklagare i Denver.